# Железнодорожный транспорт в Мали
Железнодорожный транспорт в Мали — один из видов грузового и пассажирского транспорта в Республике Мали.

## История

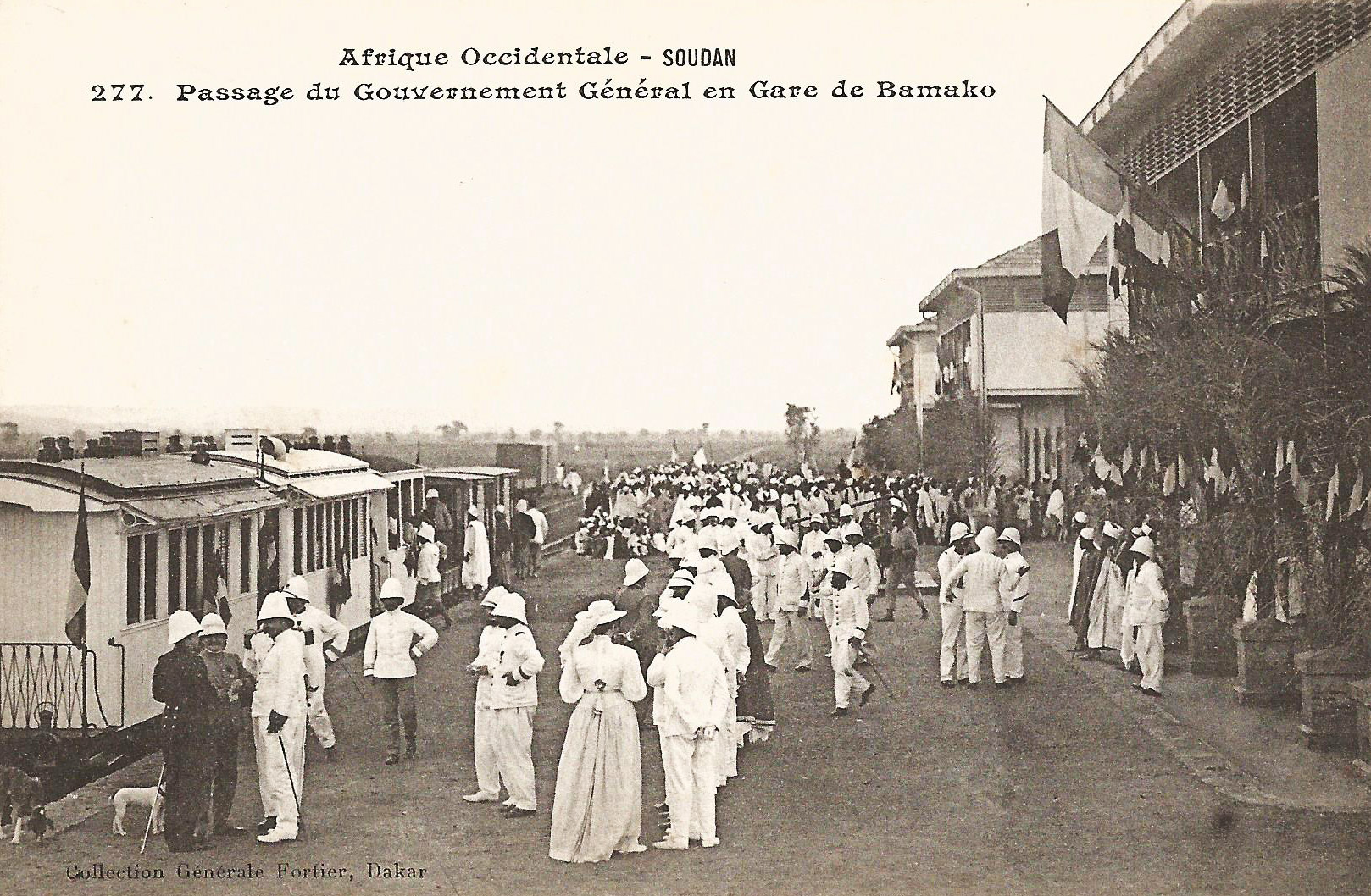
железнодорожный вокзал в Бамако (фотография начала 1920х годов)

В ходе колониального раздела Африки территория в современных границах Мали была завоевана французскими войсками. 18 августа 1890 года области, расположенные по верхнему и среднему течению рек Нигер и Сенегал, вошли в состав колонии Французский Судан (которая в 1895 году вошла в состав Французской Западной Африки).
Строительство железной дороги началось в колониальные времена.
В соответствии с результатами референдума по проекту новой французской конституции 28 сентября 1958 года Французский Судан под названием Суданская Республика получил статус государства — члена Французского Сообщества. 
В 1959 году Суданская Республика и Республика Сенегал объединились в Федерацию Мали. В это время железная дорога имела стратегическое значение для экономики Суданской Республики, так как почти весь импорт и экспорт с территории Французского Судана осуществлялся именно по железной дороге. 
18 января 1960 года правительство Федерации начало переговоры с правительством Франции о предоставлении полной независимости Мали, и в июне 1960 года Федерация Мали получила независимость в рамках Французского Сообщества, однако разногласия по вопросам внешней и внутренней политики среди руководства привели к её распаду (20 августа 1960 года правительство Республики Сенегал заявило о выходе из Федерации, а 22 сентября 1960 года законодательная ассамблея Суданской Республики провозгласила Суданскую Республику суверенным и независимым государством под названием Республика Мали).
В 1971 году длина железной дороги составляла 645 км, на рубеже 1984-1985 гг. - 650 км.
В 2008 году общая длина железнодорожных путей составляла 593 км.

## Современное состояние
В Мали имеется только одна железнодорожная линия, соединяющая Дакар (Сенегал) и Куликоро (Мали). Ширина колеи составляет 1000 мм.

## Железнодорожные связи со смежными странами
- Сенегал — да, одинаковая колея 1000 мм.
- Нигер — нет.
- Мавритания — нет, изменение ширины колеи с 1000 мм на 1435 мм.
- Алжир — нет, изменение ширины колеи с 1000 мм на 1435 мм.
- Гвинея — нет, одинаковая колея 1000 мм.
- Буркина-Фасо — нет, одинаковая ширина колеи 1000 мм.
- Кот-д’Ивуар — нет, одинаковая ширина колеи 1000 мм.